# عمر الشريف
عمر الشريف (واسمه الأصلي ميشيل ديمتري شلهوب) (1350- 1436 هـ/ 1932- 2015 م) ممثل مصري، شارك في العديد من الأفلام في هوليود، من أشهر أدواره بطولة كل من أفلام: دكتور جيفاغو، والفتاة المرحة، ولورنس العرب. رُشِّح الشريف لجائزة الأوسكار، ونال ثلاث جوائز غولدن غلوب، وجائزة سيزر.

## ولادته ودراسته
وُلد عمر الشريف، واسمه الحقيقي ميشيل بن ديمتري بن جورج شَلْهُوب في مدينة الإسكندرية، يوم الأحد 4 ذي الحِجَّة 1350هـ الموافق 10 أبريل 1932م، لأبوين وُلدا في مصر.
وأصل أسرته من نصارى مدينة دمشق، وهي من الأسر التي هاجر أفرادٌ منها إلى مصر في مطلع القرن العشرين. وأسرة شلهوب من الأسر الغسَّانية القديمة في حيِّ المَيدان بدمشق، ونسبتهم إلى جدِّهم الأمير حَنَّا أبي شلهوب، من ذرِّية الأمير الغسَّاني النعمان بن الحارث، وتوزَّع أبناء هذه الأسرة في عدد من مدن بلاد الشام وفي بعض بلاد المَهجَر.
يعد عمر الشريف من أصول شامية، فجدُّه دمشقي من أسرة (شلهوب)، وجدَّته من أسرة (حبيب) في دمشق، وأمُّه من أسرة (سعادة) في اللاذقية، وجدَّته لأمِّه من أسرة (العبد الله) في حماة.
كان والده تاجرَ أخشاب، وكان يرغب أن يعملَ ابنه في هذه المهنة، إلا أن ميشيل الصغير كان شغوفًا بالتمثيل الذي بدأه في المسرح المدرسي، وقدَّم العديد من تجارِبه وعمره لم يتجاوز اثنتي عشرة سنة. ثم مارس التمثيل على خشبة مسرح كلية فيكتوريا بالإسكندرية التي كان يدرس بها. وكان زميلًا فيها للمخرج العالمي يوسف شاهين.

## مسيرته السينمائية

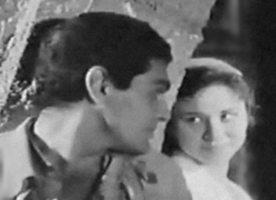
عمر الشريف مع فاتن حمامة في فيلم أرض السلام.

أدرك زميله يوسف شاهين ولعه بالتمثيل، فقدَّمه في دور البطولة أمام فاتن حمامة في فيلم صراع في الوادي الذي لقي الكثير من الجماهيرية، مما جعل عمر الشريف وفاتن حمامة ثنائيًّا لا يفترق. أما الأفلام التي جمعت بينه وبينها على مدار مشواره الفني فهي: صراع في الوادي (1954) للمخرج يوسف شاهين، وأيامنا الحلوة (1955)، وصراع في الميناء (1956)، ولا أنام (1957) للمخرج صلاح أبو سيف، وسيدة القصر (1958)، ونهر الحب (1961) للمخرج عز الدين ذو الفقار، وأرض السلام (1957). وحقق نجاحات في أفلام أُخرى كثيرة، منها: صراع في النيل (1959)، وإشاعة حب (1960)، وفي بيتنا رجل (1961)، وصار منافسًا لعمالقة السينما المصرية في ذلك الوقت مثل شكري سرحان، وصلاح ذو الفقار، ورشدي أباظة.

## مسيرته العالمية

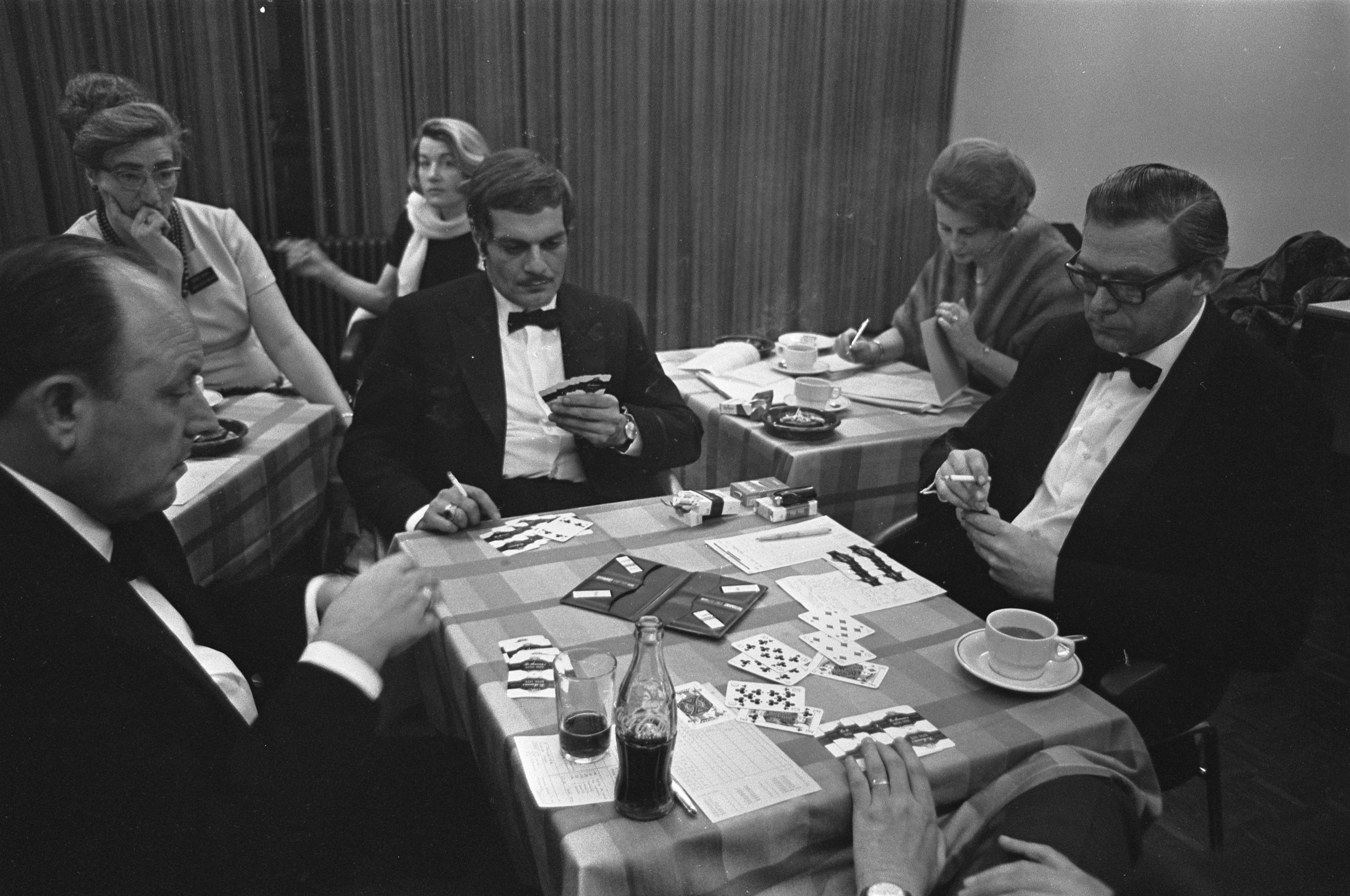
عمر الشريف في هولندا عام 1967.

في أوائل الستينيات التقى المخرجَ العالمي ديفيد لين، الذي اكتشفه وقدَّمه في العديد من الأفلام، ومع انشغال عمر بالعالمية بدأ في إهمال زوجته وبيته، ممَّا أدى إلى انفصاله عن زوجه فاتن حمامة في منتصف السبعينيات.
وبعد نجاحه الكبير في فيلمه الأول لورنس العرب في عام 1962 لقي شهرةً جماهيرية كبيرة، وأصبح العالم الغربيُّ يتابع أفلامه. واستمرَّ تعاونه مع المخرج ديفيد لين؛ ليؤدي عدَّة أدوار في أفلام من إخراجه منها: فيلم دكتور جيفاغو، وفيلم الرولز رويس الصفراء، وفيلم الثلج الأخضر وغيرها الكثير في الأعوام التالية.
وفي السبعينيات، مثَّل فيلم الوادي الأخير عام 1971، وفيلم بذور التمر الهندي عام 1974، إلا أنها لم تُلاقِ النجاح المنتظَر؛ لابتعاد الغرب عن الأفلام الرومانسية في ذلك الوقت. ثم قلَّ ظهوره، وأدى أدوارًا مساعدة، مثل دوره في فيلم النمر الوردي يضرب مجددًا عام 1976.
وأدى عمر الشريف أدوارًا كوميدية منها دوره في فيلم سري للغاية عام 1984، ثم ابتعد عن الساحة الفنية، واكتفى بظهوره ضيفَ شرف في بعض البرامج والمسلسلات والسهَرات، وكان ظهوره في دقائقَ في أيِّ فيلم سببًا في نجاحه، كما في فيلم المحارب الثالث عشر عام 1999، وظهر أيضًا في الكثير من الأفلام التلفازية.
اشتَهَر عمر الشريف في أفلامه الأجنبية بشخصية الرجل الهادئ والغامض واللطيف والفاتن للنساء، ومثَّل في أفلامه العربية جميع الشخصيات الهزلية والجادَّة والرومانسية والتقليدية. وفي أثناء غيابه عن مصر كان لا يتوقف عن العمل في مسلسلات إذاعية مصرية منها: أنف وثلاث عيون، والحب الضائع. وبعد انحسار الأضواء العالمية عنه عاد إلى مصر في التسعينيات وتفرَّغ للعمل العام.

## أعماله الأخيرة
- قدَّم للمرة الأولى في حياته مسلسلًا تلفازيًّا باسم حنان وحنين عُرض في شهر رمضان من عام 2007، وشارك فيه أحمد رمزي، وسوسن بدر، وهو من تأليف وإخراج إيناس بكر.
- عُرض له فيلم حسن ومرقص مع الممثل عادل إمام، وهو من إنتاج شركة جود نيوز، وقد أثار جدلًا واسعًا في الأوساط المصرية بين المسلمين والمسيحيين، وكان أول عرض له يوم الأربعاء 2 يوليو 2008.
- عُرض له فيلم بعنوان المسافر مع الممثل المصري خالد النبوي، من إنتاج وزارة الثقافة المصرية.
- عُرض له فيلم هز القصبة، الذي شارك فيه عدد كبير من نجوم السينما العربية ومنهم: الفلسطينية هيام عباس، واللبنانية نادين لبكي، والبلجيكية لبنى أزابال، والمغربية راوية سالم، وهو الفيلم الذي قدمته المخرجة ليلى مراكشي بعد غياب 8 سنوات منذ فيلمها المثير للجدل ماروك.
- أما آخر أعماله فكان الفيلم العلمي ألف اختراع واختراع وعالَم ابن الهيثم، من إخراج أحمد سالم، وهو جزء من حملة الأمم المتحدة: السنة الدَّولية للضوء، التي تديرها منظمة اليونسكو.

## الجوائز والترشيحات
- فاز بجائزة غولدن غلوب للنجم الصاعد مشاركة مع كلٍّ من: تيرينس ستامب، وكير دولا، وبيتر أوتول.[21]
- فاز بجائزة غولدن غلوب عن فئة أفضل ممثل مساعد عن دوره في لورنس العرب.
- فاز بجائزة غولدن غلوب لأفضل ممثل في فيلم دراما عام 1966 عن دوره في فيلم دكتور جيفاغو.[22]
- رُشح عام 1962 لجائزة الأوسكار عن أفضل ممثل مساعد، عن دوره في فيلم لورنس العرب، ولكنَّه لم يفُز بها.[23]
- فاز بجائزة الأسد الذهبي من مهرجان البندقية السينمائي عن مجمل أعماله، عام 2003.
- مُنِحَ جائزة مشاهير فناني العالم العربي، عام 2004؛ تقديرًا لعطائه السينمائي في مشاوره الفني الطويل.

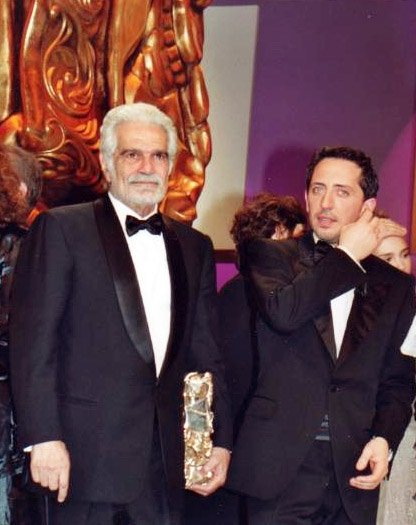
فاز بجائزة سيزر لأفضل ممثل عن دوره في فيلم السيد إبراهيم وأزهار القرآن لفرانسوا دوبيرون، عام 2004.   - عمر الشريف يتلقى جائزة سيزر عام 2004.
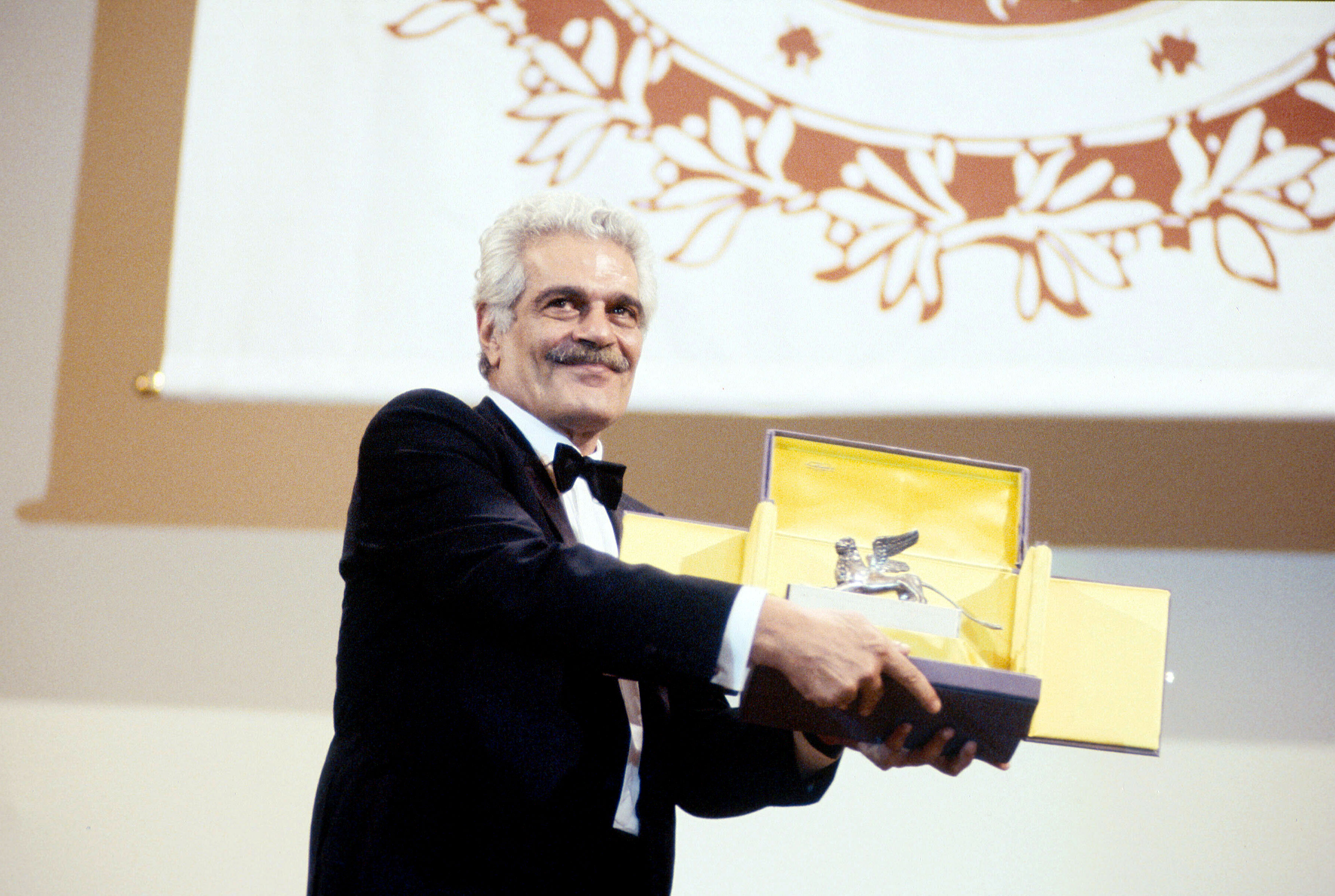
عمر الشريف يتلقى جائزة الأسد الذهبي عام 2003.
  - عمر الشريف يتلقى جائزة الأسد الذهبي عام 2003.

### من أفلامه

#### عقد الخمسينيات
- صراع في الوادي (1954)
- شيطان الصحراء[24](1954)
- أيامنا الحلوة (1955)
- صراع في الميناء (1956)
- أرض السلام (1957[25])
- لا أنام (1958)
- سيدة القصر (1958)
- جحا (1958)
- غلطة حبيبي (1958)
- موعد مع المجهول (1959)

#### عقد الستينيات

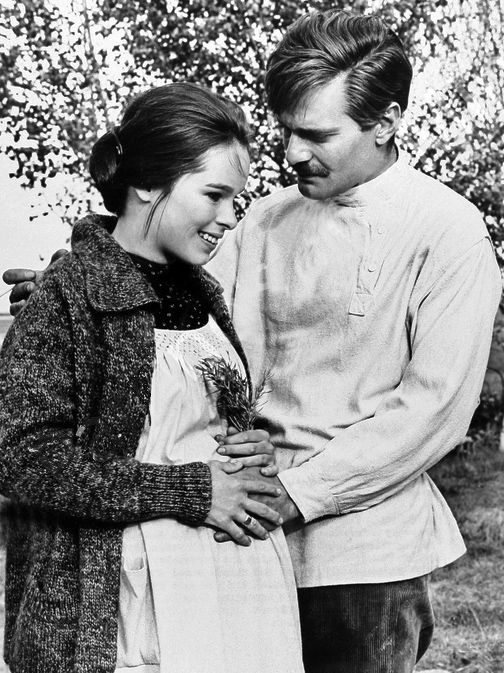
عمر الشريف مع جيرالدين تشابلن في الفيلم الأمريكي دكتور جيفاغو.

- لوعة الحب (1960)
- حبي الوحيد (1960)
- نهر الحب (1961)
- إشاعة حب (1961)
- في بيتنا رجل (1961)
- لورنس العرب (1962)
- الرولز رويس الصفراء (1964)
- دكتور جيفاغو (1965)
- المماليك (1965)
- جنكيز خان (1965)
- ليلة الجنرالات (1967)
- الفتاة المرحة (1968)
- مايرلنغ (1968)
- تشي! بدور «تشي غيفارا» (1969)
- الموعد (1969)

#### عقد السبعينيات
- الوادي الأخير (1970)
- الخيالة (1971)
- بذور التمر الهندي (1974)
- النمر الوردي مجددا (1976)

#### عقد الثمانينيات
- الثلج الأخضر (1981)
- أيوب (1983)
- سري للغاية (1986)
- الأراجوز (1989)

#### عقد التسعينيات
- المواطن مصري (1991)
- السيدة أريس تذهب إلى باريس (1992)
- المحارب الثالث عشر (1999)
- ضحك ولعب وجد وحب (1993)

#### الألفية الجديدة
- السيد إبراهيم (2003)
- هيدالغو (2004)
- موسى والوصايا العشرة (2007)
- حسن ومرقص (2008)
- المسافر (2008)
- القديس بطرس الرسول (2005)
- هز القصبة (2013)
- ألف اختراع واختراع وعالَم ابن الهيثم (2015)

## حياته العاطفية

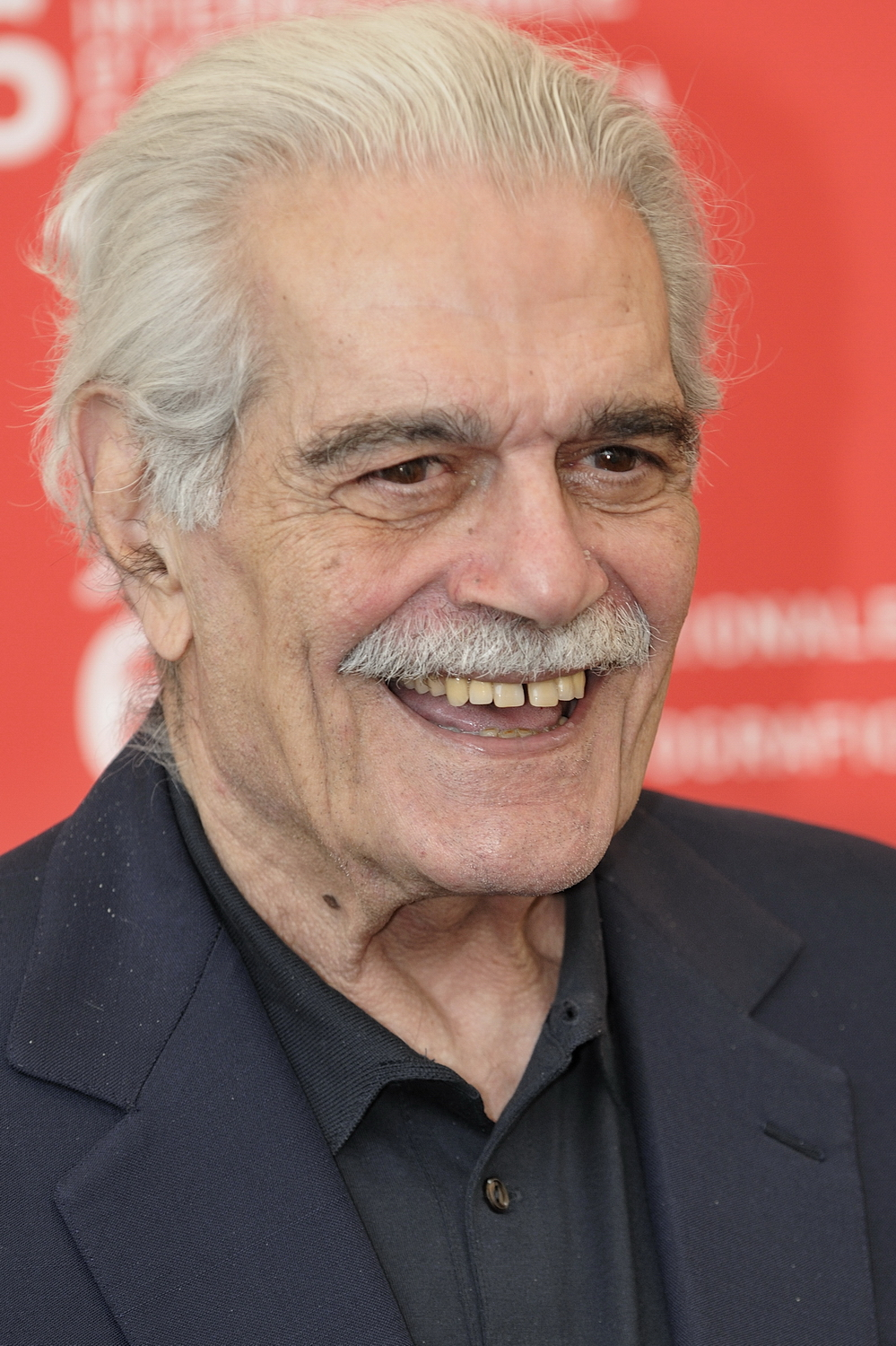
في مهرجان البندقية السينمائي عام 2009

تزوَّج عمر الشريف الفنانةَ المصرية فاتن حمامة عام 1955 بعد قصَّة حب من أجمل قصص الحب في تاريخ السينما المصرية، ومثَّلا معًا العديد من الأفلام أولها صراع في الوادي، وآخرها نهر الحب، وقد تحوَّل عمر الشريف إلى الإسلام من أجل الزواج بها، وأنجب منها ولدًا وحيدًا هو طارق الشريف الذي ظهر بعمر الثامنة في فيلم دكتور جيفاغو، ثم طلَّقها عام 1974، ولم يتزوَّج بعد ذلك أبدًا.
وفي الولايات المتحدة انتشرت إشاعاتٌ عن عَلاقة حب بينه وبين النجمة العالمية الشهيرة إنغريد برغمان، ولكن لم تؤكَّدْ هذه الإشاعات أو تُنفَ.

## مرضه ووفاته
في 23 مايو 2015 أعلن نجلُ الفنان عمر الشريف إصابةَ والده بمرض الزهايمر، حتى إنه نسي أشهر أفلامه، ولم يعد يميز معارفه. ثم توفي بمستشفى بهمان بحلوان يوم الجمعة 23 من رمضان 1436هـ الموافق 10 يوليو 2015، إثر نوبة قلبية حادَّة، عن عمر يناهز 83 عامًا.

## وصلات خارجية
- عمر الشريف على موقع IMDb (الإنجليزية)
- عمر الشريف على موقع الموسوعة البريطانية (الإنجليزية)
- عمر الشريف على موقع روتن توميتوز (الإنجليزية)
- عمر الشريف على موقع مونزينجر (الألمانية)
- عمر الشريف على موقع الدهليز
- عمر الشريف على موقع قاعدة بيانات الأفلام العربية
- عمر الشريف على موقع ألو سيني (الفرنسية)
- عمر الشريف على موقع ميوزك برينز (الإنجليزية)
- عمر الشريف على موقع تيرنر كلاسيك موفيز (الإنجليزية)
- عمر الشريف على موقع أول موفي (الإنجليزية)